# Hyannis (Nebraska)
Hyannis és una població dels Estats Units a l'estat de Nebraska. Segons el cens del 2000 tenia 287 habitants.

## Demografia
Segons el cens del 2000, Hyannis tenia 287 habitants, 116 habitatges, i 88 famílies. La densitat de població era de 163 habitants per km².
Dels 116 habitatges en un 36,2% hi vivien nens de menys de 18 anys, en un 64,7% hi vivien parelles casades, en un 9,5% dones solteres, i en un 23,3% no eren unitats familiars. En el 23,3% dels habitatges hi vivien persones soles el 9,5% de les quals corresponia a persones de 65 anys o més que vivien soles. El nombre mitjà de persones vivint en cada habitatge era de 2,47 i el nombre mitjà de persones que vivien en cada família era de 2,91.
Per edats la població es repartia de la següent manera: un 28,2% tenia menys de 18 anys, un 5,6% entre 18 i 24, un 24,7% entre 25 i 44, un 26,5% de 45 a 60 i un 15% 65 anys o més.
L'edat mediana era de 41 anys. Per cada 100 dones de 18 o més anys hi havia 102 homes.
La renda mediana per habitatge era de 29.688 $ i la renda mediana per família de 35.313 $. Els homes tenien una renda mediana de 26.000 $ mentre que les dones 13.906 $. La renda per capita de la població era de 13.906 $. Aproximadament el 4,7% de les famílies i el 6% de la població estaven per davall del llindar de pobresa.

## Poblacions més properes
El següent diagrama mostra les poblacions més properes.